# Chimia
Chimia (abrégé en Chimia) est une revue scientifique à comité de lecture qui publie des articles dans tous les domaines de la chimie.
D'après le Journal Citation Reports, le facteur d'impact de ce journal était de 1,349 en 2014. Le directeur de publication est Philippe Renaud  (Université de Berne, Suisse).